# Sahiwal
Sahiwal (Urdu:  ساہیوال) é uma cidade do Paquistão localizada na província de Punjab, tem aproximadamente 239.182 habitantes, segundo o censo de 2006

## Clima
Tem um verão escaldante, úmido e sem nuvens; o inverno é curto, ameno, seco e de céu quase sem nuvens. Ao longo do ano, em geral as temperaturas variam de 7 °C a 41 °C e raramente é inferior a 4 °C ou superior a 45 °C. As estação quente permanecem por 3,4 meses, de 23 de abril a 5 de agosto, com temperatura máxima média diária acima de 37 °C. O mês mais quente do ano em Sahiwal é junho, com a máxima de 40 °C e mínima de 29 °C, em média. A estação fresca permanece por 2,5 meses, de 6 de dezembro a 21 de fevereiro, com temperatura máxima diária em média abaixo de 24 °C. O mês mais frio do ano em Sahiwal é janeiro, com a máxima de 8 °C e mínima de 20 °C.